# Desudaba aulica
Desudaba aulica är en insektsart som beskrevs av Stsl 1869. Desudaba aulica ingår i släktet Desudaba och familjen lyktstritar. Inga underarter finns listade i Catalogue of Life.